# Habib Beye
Habib Beye (Suresnes, 19 oktober 1977) is een Senegalese voormalig voetballer die in 2012 onder contract stond bij Doncaster Rovers FC. Voordien speelde de rechtsback voor onder meer RC Strasbourg, Olympique Marseille, Newcastle United FC en Aston Villa FC. In 2001 won hij met Strasbourg de Coupe de France.
Beye speelde van 2001 tot 2008 35 wedstrijden voor de Senegalese nationale ploeg, waarin hij eenmaal scoorde. Hij zat in de selectie die deelnam aan de eindronde van het WK 2002.

## Carrière
- 1997-98: Paris Saint-Germain
- 1998-03: RC Strasbourg
- 2003-07: Olympique Marseille
- 2007-09: Newcastle United
- 2009-12: Aston Villa FC
- 2011-12: → Doncaster Rovers FC (huur)
- 2012-..: Doncaster Rovers FC

## Erelijst
RS Strasbourg
- Coupe de France

2001